# Аурел Влаику (Муреш)
Аурел Влаику (рум. Aurel Vlaicu) насеље је у Румунији у округу Муреш у општини Сигишоара. Oпштина се налази на надморској висини од 516 m.

## Становништво
Према подацима из 2002. године у насељу је живело 98 становника.

### Попис2002.
| Расподела становништва по националности 2002.‍ | Расподела становништва по националности 2002.‍ | Расподела становништва по националности 2002.‍ | Расподела становништва по националности 2002.‍ | Расподела становништва по националности 2002.‍ |
| --------------------------------------------- | --------------------------------------------- | --------------------------------------------- | --------------------------------------------- | --------------------------------------------- |
|                                               |                                               |                                               |                                               |                                               |
| Румуни                                        | Румуни                                        |                                               | 93                                            | 94,9%                                         |
| Мађари                                        | Мађари                                        |                                               | 5                                             | 5,1%                                          |